# کلودیو یوژن ایونسکو
کلودیو یوژن ایونسکو (انگلیسی: Claudiu Eugen Ionescu؛ زادهٔ ۲۴ اوت ۱۹۵۹) بازیکن هندبال اهل رومانی است.